# 김윤실

김윤실(1970년~)은 조선민주주의인민공화국의 정치인이며, 최고인민회의 대의원 및 최고인민회의 예산위원회 위원을 맡고 있다.  

## 생애
평양직할시 만경대구역에 위치한 류원신발공장의 지배인으로 처음 이름을 알렸다. 이후 만경대구역 장훈 선거구에서 13, 14기 최고인민회의 대의원을 지냈다. 2022년에는 최고인민회의 예산위원회 위원으로 보선되었다. 최고인민회의 내 박금희와 더불어 몇 안되는 여성 고위 정치인이다.